# ناثان مور (مغني)
ناثان مور (بالإنجليزية: Nathan Moore)‏ هو مغني بريطاني، ولد في 10 يناير 1965 في لندن في المملكة المتحدة.

## وصلات خارجية
- الموقع الرسمي
- ناثان مور على موقع ميوزك برينز (الإنجليزية)
- ناثان مور على موقع ديسكوغز (الإنجليزية)